# Ronald Hernández
Ronald José Hernández Pimentel (Barinas, 4 ottobre 1997) è un calciatore venezuelano, centrocampista dell'Atlanta United e della nazionale venezuelana.

## Carriera

### Club
Hernández ha cominciato la carriera con la maglia dello Zamora FC, per cui ha esordito nella Primera División in data 12 luglio 2015, schierato titolare nel pareggio per 1-1 maturato sul campo dello Llaneros de Guanare.
Il 9 marzo 2017 ha giocato la prima partita nelle competizioni continentali per club, venendo schierato in sostituzione di Ángel Faría nella sconfitta per 0-2 maturata in casa contro il Grêmio.
Il 17 agosto 2017, i norvegesi dello Stabæk hanno reso noto d'aver ingaggiato Hernández nella giornata precedente, ultima in cui fosse aperto il calciomercato locale. Il giocatore si è legato al nuovo club fino al 31 dicembre 2021.
Ha esordito in Eliteserien in data 10 settembre, schierato titolare nel pareggio per 1-1 maturato sul campo dell'Aalesund. Ha totalizzato 9 presenze in campionato, nel corso di questa porzione di stagione.
Il 31 gennaio 2020 è passato agli scozzesi dell'Aberdeen.

### Nazionale
Hernández ha rappresentato il Venezuela under 20 al campionato sudamericano 2017. I Vinotintos hanno chiuso la manifestazione al terzo posto finale, qualificandosi così per il campionato mondiale di categoria.
Hernández è stato convocato anche per questa rassegna, in cui il Venezuela è arrivato fino alla finale, per poi arrendersi all'Inghilterra.
Il 10 ottobre 2017 ha effettuato il proprio esordio in nazionale maggiore: è stato schierato titolare nella vittoria per 0-1 sul Paraguay, in una sfida disputata ad Asunción.

## Statistiche

### Presenze e reti nei club
Statistiche aggiornate al 24 novembre 2024.
| Stagione              | Club                  | Campionato            | Campionato | Campionato | Coppe nazionali | Coppe nazionali | Coppe nazionali | Coppe continentali | Coppe continentali | Coppe continentali | Supercoppe | Supercoppe | Supercoppe | Totale | Totale |
| Stagione              | Club                  | Comp                  | Pres       | Reti       | Comp            | Pres            | Reti            | Comp               | Pres               | Reti               | Comp       | Pres       | Reti       | Pres   | Reti   |
| --------------------- | --------------------- | --------------------- | ---------- | ---------- | --------------- | --------------- | --------------- | ------------------ | ------------------ | ------------------ | ---------- | ---------- | ---------- | ------ | ------ |
| 2015                  | Zamora FC             | PD                    | 4          | 0          | CV              | 1               | 0               | CS                 | 0                  | 0                  | -          | -          | -          | 5      | 0      |
| 2016                  | Zamora FC             | PD                    | 5          | 0          | CV              | 2               | 0               | CS                 | 0                  | 0                  | -          | -          | -          | 7      | 0      |
| gen.-ago. 2017        | Zamora FC             | PD                    | 7          | 0          | CV              | 0               | 0               | CL                 | 1                  | 0                  | -          | -          | -          | 8      | 0      |
| Totale Zamora FC      | Totale Zamora FC      | Totale Zamora FC      | 16         | 0          |                 | 3               | 0               |                    | 1                  | 0                  |            | -          | -          | 20     | 0      |
| ago.-dic. 2017        | Stabæk                | ES                    | 9          | 0          | CN              | 0               | 0               | -                  | -                  | -                  | -          | -          | -          | 9      | 0      |
| 2018                  | Stabæk                | ES                    | 21         | 0          | CN              | 3               | 0               | -                  | -                  | -                  | -          | -          | -          | 24     | 0      |
| 2019                  | Stabæk                | ES                    | 27         | 0          | CN              | 1               | 0               | -                  | -                  | -                  | -          | -          | -          | 28     | 0      |
| Totale Stabæk         | Totale Stabæk         | Totale Stabæk         | 57         | 0          |                 | 4               | 0               |                    | -                  | -                  |            | -          | -          | 61     | 0      |
| gen.-giu. 2020        | Aberdeen              | PL                    | 2          | 0          | CS+CdL          | 0               | 0               | -                  | -                  | -                  | -          | -          | -          | 2      | 0      |
| 2020-feb.2021         | Aberdeen              | PL                    | 4          | 0          | CS+CdL          | 0               | 0               | -                  | -                  | -                  | -          | -          | -          | 4      | 0      |
| Totale Aberdeen       | Totale Aberdeen       | Totale Aberdeen       | 6          | 0          |                 | -               | -               |                    | -                  | -                  |            | -          | -          | 6      | 0      |
| 2021                  | Atlanta United        | MLS                   | 13         | 1          | -               | -               | -               | CCL                | 0                  | 0                  | -          | -          | -          | 13     | 1      |
| 2022                  | Atlanta United        | MLS                   | 13         | 0          | USOC            | 2               | 1               | -                  | -                  | -                  | -          | -          | -          | 15     | 1      |
| 2023                  | Atlanta United        | MLS                   | 10+1       | 0          | USOC            | 1               | 0               | -                  | -                  | -                  | LC         | 2          | 0          | 14     | 0      |
| 2024                  | Atlanta United        | MLS                   | 13+4       | 0          | USOC            | 3               | 0               | -                  | -                  | -                  | LC         | 1          | 0          | 21     | 0      |
| Totale Atlanta United | Totale Atlanta United | Totale Atlanta United | 49+5       | 1          |                 | 6               | 1               |                    | 0                  | 0                  |            | 3          | 0          | 63     | 2      |
| Totale carriera       | Totale carriera       | Totale carriera       | 120        | 1          |                 | 11              | 0               |                    | 1                  | 0                  |            | 3          | 0          | 135    | 1      |

### Cronologia presenze e reti in nazionale
| Cronologia completa delle presenze e delle reti in nazionale ― Venezuela | Cronologia completa delle presenze e delle reti in nazionale ― Venezuela | Cronologia completa delle presenze e delle reti in nazionale ― Venezuela | Cronologia completa delle presenze e delle reti in nazionale ― Venezuela | Cronologia completa delle presenze e delle reti in nazionale ― Venezuela | Cronologia completa delle presenze e delle reti in nazionale ― Venezuela | Cronologia completa delle presenze e delle reti in nazionale ― Venezuela | Cronologia completa delle presenze e delle reti in nazionale ― Venezuela |
| Data                                                                     | Città                                                                    | In casa                                                                  | Risultato                                                                | Ospiti                                                                   | Competizione                                                             | Reti                                                                     | Note                                                                     |
| ------------------------------------------------------------------------ | ------------------------------------------------------------------------ | ------------------------------------------------------------------------ | ------------------------------------------------------------------------ | ------------------------------------------------------------------------ | ------------------------------------------------------------------------ | ------------------------------------------------------------------------ | ------------------------------------------------------------------------ |
| 10-10-2017                                                               | Asunción                                                                 | Paraguay                                                                 | 0 – 1                                                                    | Venezuela                                                                | Qual. Mondiali 2018                                                      | -                                                                        |                                                                          |
| 13-11-2017                                                               | Nimega                                                                   | Venezuela                                                                | 0 – 1                                                                    | Iran                                                                     | Amichevole                                                               | -                                                                        |                                                                          |
| 20-11-2018                                                               | Doha                                                                     | Iran                                                                     | 1 – 1                                                                    | Venezuela                                                                | Amichevole                                                               | -                                                                        |                                                                          |
| 22-3-2019                                                                | Madrid                                                                   | Argentina                                                                | 1 – 3                                                                    | Venezuela                                                                | Amichevole                                                               | -                                                                        | 47’                                                                      |
| 1-6-2019                                                                 | Miami                                                                    | Venezuela                                                                | 1 – 1                                                                    | Ecuador                                                                  | Amichevole                                                               | -                                                                        |                                                                          |
| 6-6-2019                                                                 | Atlanta                                                                  | Messico                                                                  | 3 – 1                                                                    | Venezuela                                                                | Amichevole                                                               | -                                                                        |                                                                          |
| 9-6-2019                                                                 | Cincinnati                                                               | Stati Uniti                                                              | 0 – 3                                                                    | Venezuela                                                                | Amichevole                                                               | -                                                                        | 46’                                                                      |
| 15-6-2019                                                                | Porto Alegre                                                             | Venezuela                                                                | 0 – 0                                                                    | Perù                                                                     | Coppa America 2019 - 1º turno                                            | -                                                                        | 78’                                                                      |
| 18-6-2019                                                                | Salvador                                                                 | Brasile                                                                  | 0 – 0                                                                    | Venezuela                                                                | Coppa America 2019 - 1º turno                                            | -                                                                        |                                                                          |
| 22-6-2019                                                                | Belo Horizonte                                                           | Bolivia                                                                  | 1 – 3                                                                    | Venezuela                                                                | Coppa America 2019 - 1º turno                                            | -                                                                        |                                                                          |
| 28-6-2019                                                                | Rio de Janeiro                                                           | Venezuela                                                                | 0 – 2                                                                    | Argentina                                                                | Coppa America 2019 - Quarti di finale                                    | -                                                                        |                                                                          |
| 10-9-2019                                                                | Tampa                                                                    | Colombia                                                                 | 0 – 0                                                                    | Venezuela                                                                | Amichevole                                                               | -                                                                        | 46’                                                                      |
| 10-10-2019                                                               | Caracas                                                                  | Venezuela                                                                | 4 – 1                                                                    | Bolivia                                                                  | Amichevole                                                               | -                                                                        |                                                                          |
| 14-10-2019                                                               | Caracas                                                                  | Venezuela                                                                | 2 – 0                                                                    | Trinidad e Tobago                                                        | Amichevole                                                               | -                                                                        | 46’                                                                      |
| 19-11-2019                                                               | Suita                                                                    | Giappone                                                                 | 1 – 4                                                                    | Venezuela                                                                | Amichevole                                                               | -                                                                        |                                                                          |
| 9-10-2020                                                                | Barranquilla                                                             | Colombia                                                                 | 3 – 0                                                                    | Venezuela                                                                | Qual. Mondiali 2022                                                      | -                                                                        | 59’                                                                      |
| 13-6-2021                                                                | Brasilia                                                                 | Brasile                                                                  | 3 – 0                                                                    | Venezuela                                                                | Coppa America 2021 - 1º turno                                            | -                                                                        | 90+2’                                                                    |
| 17-6-2021                                                                | Goiânia                                                                  | Colombia                                                                 | 0 – 0                                                                    | Venezuela                                                                | Coppa America 2021 - 1º turno                                            | -                                                                        | 89’                                                                      |
| 20-6-2021                                                                | Rio de Janeiro                                                           | Venezuela                                                                | 2 – 2                                                                    | Ecuador                                                                  | Coppa America 2021 - 1º turno                                            | 1                                                                        | 77’                                                                      |
| 27-6-2021                                                                | Brasilia                                                                 | Venezuela                                                                | 0 – 1                                                                    | Perù                                                                     | Coppa America 2021 - 1º turno                                            | -                                                                        |                                                                          |
| 2-9-2021                                                                 | Caracas                                                                  | Venezuela                                                                | 1 – 3                                                                    | Argentina                                                                | Qual. Mondiali 2022                                                      | -                                                                        | 90’                                                                      |
| 7-10-2021                                                                | Caracas                                                                  | Venezuela                                                                | 1 – 3                                                                    | Brasile                                                                  | Qual. Mondiali 2022                                                      | -                                                                        | 88’                                                                      |
| 10-10-2021                                                               | Caracas                                                                  | Venezuela                                                                | 2 – 1                                                                    | Ecuador                                                                  | Qual. Mondiali 2022                                                      | -                                                                        |                                                                          |
| 14-10-2021                                                               | Santiago del Cile                                                        | Cile                                                                     | 3 – 0                                                                    | Venezuela                                                                | Qual. Mondiali 2022                                                      | -                                                                        | 8’ 46’                                                                   |
| 16-11-2021                                                               | Caracas                                                                  | Venezuela                                                                | 1 – 2                                                                    | Perù                                                                     | Qual. Mondiali 2022                                                      | -                                                                        |                                                                          |
| 28-1-2022                                                                | Barinas                                                                  | Venezuela                                                                | 4 – 1                                                                    | Bolivia                                                                  | Qual. Mondiali 2022                                                      | -                                                                        |                                                                          |
| 1-2-2022                                                                 | Montevideo                                                               | Uruguay                                                                  | 4 – 1                                                                    | Venezuela                                                                | Qual. Mondiali 2022                                                      | -                                                                        |                                                                          |
| 29-3-2022                                                                | Ciudad Guayana                                                           | Venezuela                                                                | 0 – 1                                                                    | Colombia                                                                 | Qual. Mondiali 2022                                                      | -                                                                        |                                                                          |
| 27-9-2022                                                                | Wiener Neustadt                                                          | Emirati Arabi Uniti                                                      | 0 – 4                                                                    | Venezuela                                                                | Amichevole                                                               | -                                                                        |                                                                          |
| 15-11-2022                                                               | Sharja                                                                   | Venezuela                                                                | 2 – 2                                                                    | Panama                                                                   | Amichevole                                                               | -                                                                        | 63’                                                                      |
| 28-3-2023                                                                | Gedda                                                                    | Uzbekistan                                                               | 1 – 1                                                                    | Venezuela                                                                | Amichevole                                                               | -                                                                        | 64’                                                                      |
| Totale                                                                   |                                                                          | Presenze                                                                 | 33                                                                       |                                                                          | Reti                                                                     | 1                                                                        |                                                                          |

## Palmarès

### Club

#### Competizioni nazionali
- Campionato venezuelano: 2

Zamora: 2015, 2016